# Gostan Zarian

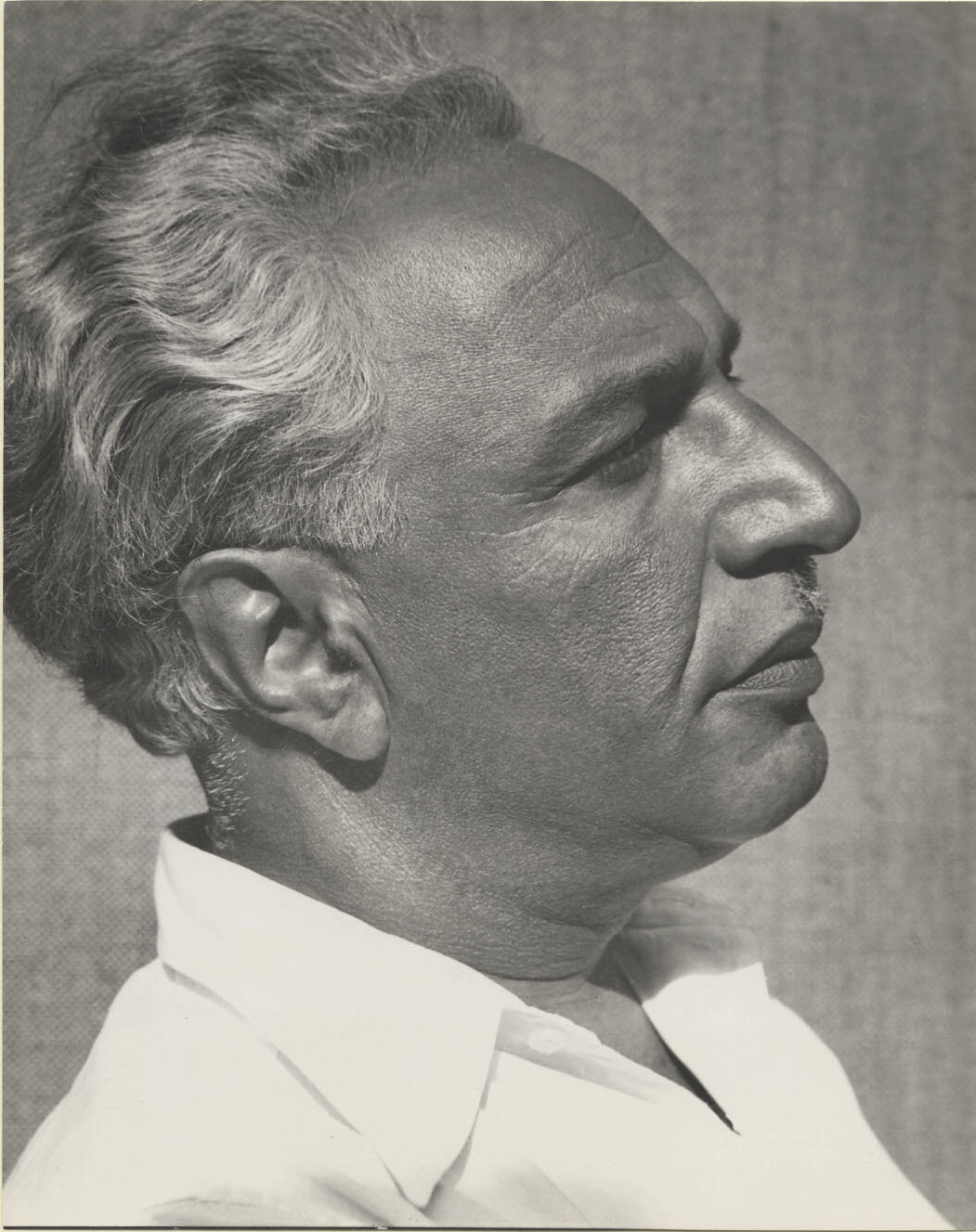
Porträt von Gostan Zarian

Gostan Zarian (armenisch Կոստան Զարեան; * 2. Februar 1885 in Schemacha; † 11. Dezember 1969 in Jerewan) war ein produktiver, vielseitiger armenischer Schriftsteller, Dichter und Maler.

## Leben
Sein Vater war ein General der russischen Armee und verstarb als Gostan vier Jahre alt war. Nachdem er das russische Gymnasium in Baku absolviert hatte, schickten ihn seine Familienangehörigen aufgrund seiner Intelligenz für die Weiterbildung nach Paris. Er ließ sich dort am College Saint Germain in Asnieres, in der Nähe von Paris einschreiben.
Zarian setzte sein Studium später in Belgien fort und promovierte an der Universität von Brüssel. Dort veröffentlichte er eine Reihe von französischen und russischen Schriften. In diesem Lebensabschnitt machte Zarian die Bekanntschaft vieler Schriftsteller, Dichter und Künstler. Einer von ihnen sollte prägenden Einfluss auf ihn haben. Der bekannte belgische Dichter und Literaturkritiker Émile Verhaeren riet Zarian seine eigene Sprache zu lernen, damit er sein wahres Selbst und sein literarisches Können authentischer hervorbringen kann. Zarian folgte diesem Rat und lernte bei seinem Aufenthalt bei den Mechitaristen auf der Insel San Lazzaro in Venedig von 1910 bis 1913 intensiv Armenisch und Grabar (Altarmenisch). Dort veröffentlichte er sogleich eine Sammlung seiner Gedichte unter dem Titel Drei Lieder in italienischer Sprache. Ein Gedicht aus dieser Sammlung wurde von Ottorino Respighi vertont.
In Konstantinopel, damals ein wichtiges kulturelles Zentrum der armenischen Diaspora, wo er als Nächstes Halt machte, gründete er mit Taniel Vroujan, Hagop Oshagan, Kegham Parseghian die literarische Zeitschrift Mehian. Diese Gruppe von Literaten und Gesellschaftskritikern waren als „Mehian-Schriftsteller“ bekannt. Im Zuge des Völkermordes gegen die Armenier von 1915 wurden die armenische Elite (Schriftsteller, Dichter und Denker) grausam ermordet, darunter auch die meisten der Mehian-Schriftsteller. Zarian war einer der wenigen, der nach Bulgarien fliehen und überleben konnte. Kurz darauf ließ er sich in Rom nieder.
1919 wurde er als ein Korrespondent für eine italienische Zeitung nach Armenien und in den Mittleren Osten geschickt. Er kehrte 1920 nach Konstantinopel zurück und traf sich dort mit Vahan Tekeyan und einigen anderen überlebenden Schriftstellern und gründete mit ihnen eine neue literarische Zeitschrift namens Partsravank, was auf Armenisch Kloster auf einem Hügel bedeutet. Zur gleichen Zeit erschien sein zweiter Gedichtband The Crown of Days.
Nach der Gründung der Sowjetunion, kehrte Zarian nach Armenien zurück und lehrte an der Jerewaner Universität vergleichende Literaturwissenschaften. Durch und durch enttäuscht vom sowjetischen Regime, verließ er 1925 Jerewan und führte eine Art nomadisches Leben zwischen Paris, Rom, Florenz, Insel Korfu, Insel Ischia und New York. Währenddessen gründete er in Paris die Zeitschrift Le Tour de Babel.
Von 1944 bis 1946 lehrte er an der Columbia University New York, armenische Kultur und gründete dort ebenfalls eine Zeitschrift mit dem Namen The Armenian Quarterly, wo Autoren, wie Sirarpie Der Nersessian, Henri Grégoire und Marietta Shaginian schrieben. Nur zwei Ausgaben dieser Zeitschrift schafften die literarische Welt zu erblicken.
Von 1952 bis 1954 dozierte er Kunstgeschichte an der American University of Beirut. Schließlich, nach einem Zwischenaufenthalt in Los Angeles kehrte er in 1961 wieder nach Sowjetarmenien zurück und arbeitete am Charents Museum für Kunst und Literatur. Sein Roman The Ship on the Mountain (Der Schiff auf dem Berg), dessen originale Ausgabe in 1943 in Boston registriert wurde, wurde in zensierter Form in 1963 in Jerewan herausgegeben.

## Werke
- The Priest of the Village of Bakontz, trans. James G. Mandalian. Armenian Review 2, Nr. 3–7 (1949), S. 28–39.
- Nave leran vra, Boston: Hairenik Publishing House, 1943.
- Le bateau sur la montagne, trans. P. Der Sarkissian. Paris: Seuil, 1969.
- Bancoop and the Bones of the Mammoth, trans. Ara Baliozian. New York: Ashod Press, 1982.
- The Traveller and His Road, trans. Ara Baliozian. New York: Ashod Press, 1981.
- The Island and A Man, trans. Ara Baliozian. Toronto: Kar Publishing House, 1983.
- The Bride of Tetrachoma, trans. Ara Baliozian, Ararat. 1982.
- The Pig, Kapitel in A World of Great Stories, ed. H. Haydn and J. Cournos. New York: Avenel Books, 1947.
- The National Turkey Hen, trans. Ara Baliozian, chap. in Yessayan, Zabel, The Gardens of Silihdar and Other Writings. New York: Ashod Press, 1982.
- Krikor Zohrab: A Remembrance, trans. Ara Baliozian, Ararat. 1982.
- My Song, Ecce Homo, Alone und Morning, in Anthology of Armenian Poetry, ed. Diana Der Hovanessian und Marzbed Margossian. New York: Columbia University Press, 1978, S. 189–193.